# 坎珀當
坎珀當是南非的城鎮，位於該國東北部，由夸祖魯-納塔爾省負責管轄，距離德爾班60公里，始建於1865年，面積2.19平方公里，2001年人口799，人口密度每平方公里360人。